# Благушко језеро
Благушко језеро је вештачко акумулационо језеро смештено у насељу Благуш, општина Свети Јуриј об Шчавинци. Језеро је настало у периоду 1961—1963. године преграђивањем Благушког потока, с намером да се у њему прикупљају падавине током кишног пролећа и јесени, а које ће се користити за наводњавање током сушних летњих периода. Данас језеро углавном служи за риболов. Благушко језеро је богато шараном, штуком, смуђем, сомом, пастрмком и другим рибама.